# نزلة الدليل
قرية نزلة الدليل هي إحدى القرى التابعة لمركز بني مزار بمحافظة المنيا في جمهورية مصر العربية. حسب إحصاءات سنة 2006، بلغ إجمالي السكان في نزلة الدليل 4915 نسمة، منهم 2371 رجلا و2544 امرأة.